# Anopheles basilewskyi
Anopheles basilewskyi är en tvåvingeart som beskrevs av Narcisse Leleup 1957. Anopheles basilewskyi ingår i släktet Anopheles och familjen stickmyggor. Inga underarter finns listade i Catalogue of Life.